# Leberwurstbaum
Der Leberwurstbaum (Kigelia africana (Lam.) Benth., Syn. Kigelia pinnata (Jacq.) DC. 1845) ist eine Pflanzenart aus der Familie der Trompetenbaumgewächse (Bignoniaceae). Die Art ist die einzige in der monotypischen Gattung Kigelia, hat aber 2 Unterarten. Der Baum stammt ursprünglich aus Westafrika, er ist heute aber in fast ganz Afrika verbreitet. Das Aussehen der Frucht erinnert an eine Leberwurst, was der Art ihren Namen gab.

## Beschreibung

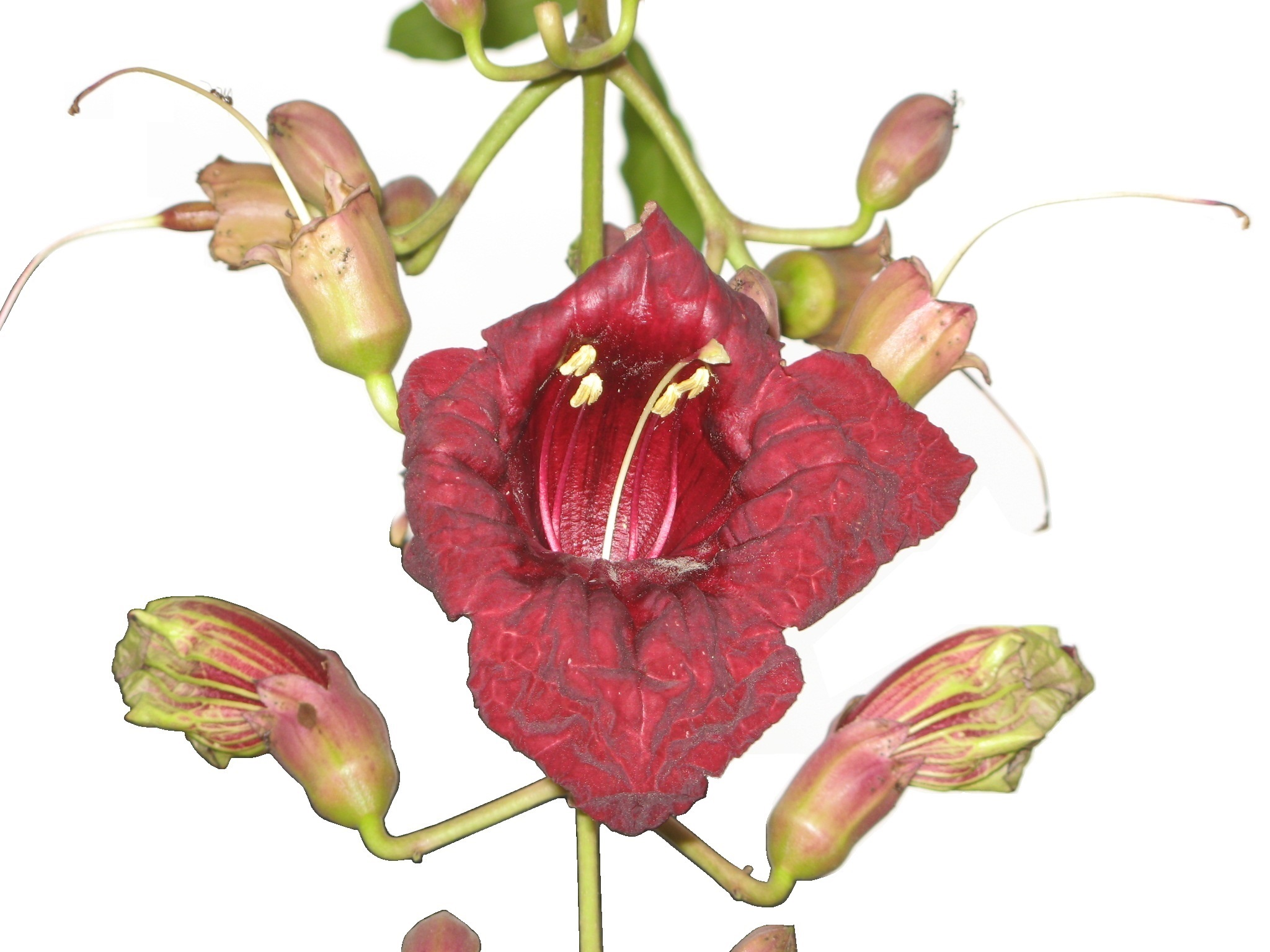
Blüte

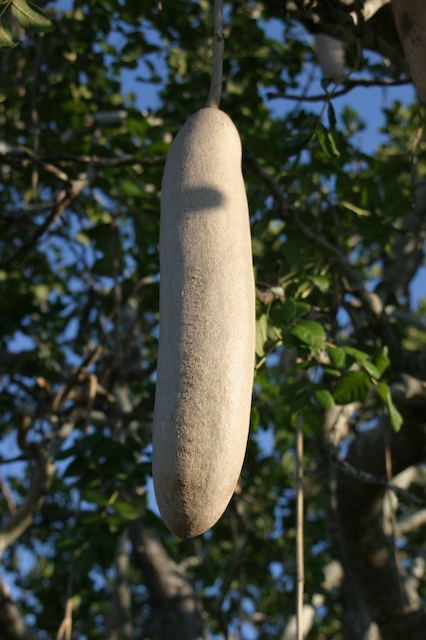
Frucht

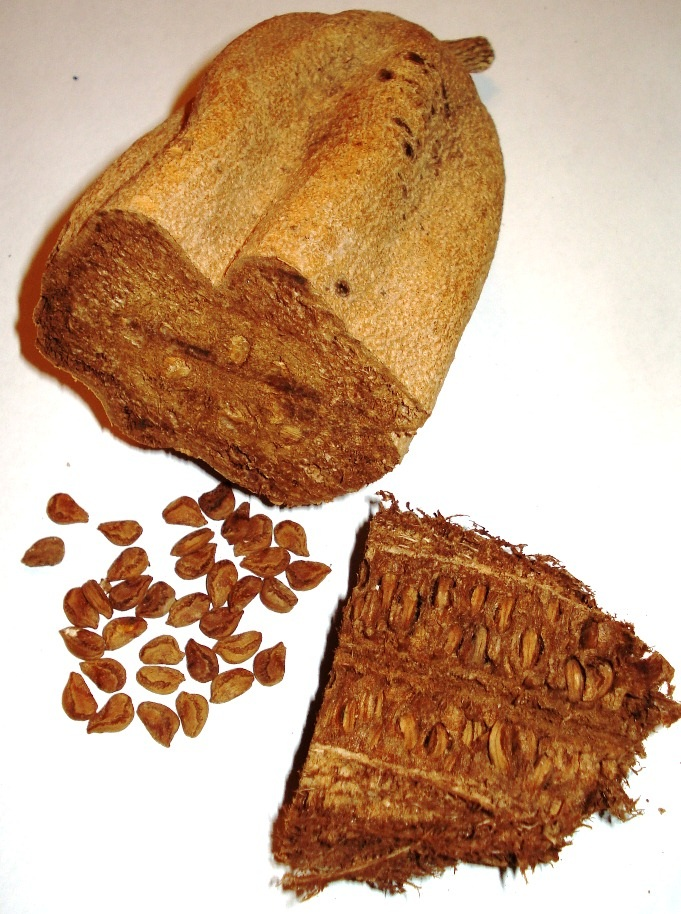
Getrocknete Frucht von Kigelia africana - Querschnitt, Samen im Fruchtkörper und herausgelöste Samen

Leberwurstbäume sind mittelgroße, halbimmergrüne Bäume, mit meist ausladender Krone, die 15–25 Meter hoch werden. Die Borke ist relativ glatt, leicht rau oder leicht rissig bis schuppig und bräunlich bis grau. 
Die gestielten Laubblätter sind gegenständig oder wirtelig angeordnet, und – aus 5 bis 11 Teilblättchen bestehend – unpaarig gefiedert. Die eiförmigen bis verkehrt-eiförmigen oder elliptischen, meist ganzrandigen Blättchen sind etwa 5–12 Zentimeter lang, nur das Endblättchen ist etwas gestielt, die anderen sind fast sitzend. Der Blättchenrand ist manchmal gewellt und etwas gezähnt, die Blättchen sind bespitzt bis spitz oder abgerundet bis eingebuchtet, ausgerandet. Pseudonebenblätter, wie sie in anderen Vertretern der Familie vorkommen, fehlen. An den Blättchen können extaflorale Nektarien vorkommen.
Die Blütenstände sind lockere, teils meterlange Rispen oder Trauben, die geißelblütig von den unteren Zweigen hängen. Die stechend duftenden, zwittrigen, großen und lang gestielten, fünfzähligen Blüten öffnen sich nachts und werden von Fledermäusen bestäubt. Der grün-gelbliche bis rötliche, leicht ledrige Kelch ist groß, becherförmig und mit fünf unregelmäßigen Zipfeln besetzt. Die zweilippige Krone ist unten röhren- bis oben becherförmig, mit einem breiten Rachen. Der etwas gebogene, rippige Kronbecher ist gelblich bis rötlich, die zurückgelegten, rötlich bis dunkelrot oder purpurfarben gefärbten, abgerundeten Kronlappen sind rüschig und plissiert. Die Blüten enthalten vier fertile, didynamische Staubblätter und ein kurzes Staminode, die an der Basis drüsenhaarig und meist eingeschlossen sind. Die Staubbeutel sind unbehaart und bestehen aus zwei dicken, hängenden und nicht gegabelten Theken. Der oberständige Fruchtknoten ist länglich und leicht kantig und der lange, hohle Griffel ist leicht konisch, die papillöse Narbe ist zweilappig, -züngig. In der einzigen Kammer des Fruchtknotens stehen die Samenanlagen in vier mehrreihigen Zeilen. Der Fruchtknoten wird von einem ring- und kissenförmigen, lappigen Diskus umschlossen. Aber auch am Fruchtknoten, außen am Kelch und an der Krone wird Nektar abgesondert. Auch an sehr jungen Früchten wird Nektar produziert.
Die holzigen, gräulich-braunen und vielsamigen, an langen Stielen herabhängenden, nicht öffnenden Früchte sind Beeren (Panzerbeere) mit warziger, rauer Oberfläche, die 40–100 cm lang sowie 7–12 kg schwer werden. Sie sind wurst- bis birnen- oder eiförmig, mit Griffelresten an der Spitze. Durch die mit Fasern durchzogene, verholzte Struktur sind sie sehr stabil. Sie enthalten getrocknet braune und kahle, etwa 1 Zentimeter lange, ledrige Samen in einer feuchten, stärke- und eiweißhaltigen, weißlichen, faserigen Pulpe. Die Früchte sind bevorzugte Nahrungsquellen für große Säugetiere wie Elefanten und Giraffen, aber auch Paviane können die harten Beeren öffnen.
Die Chromosomenzahl beträgt 2n = 40.

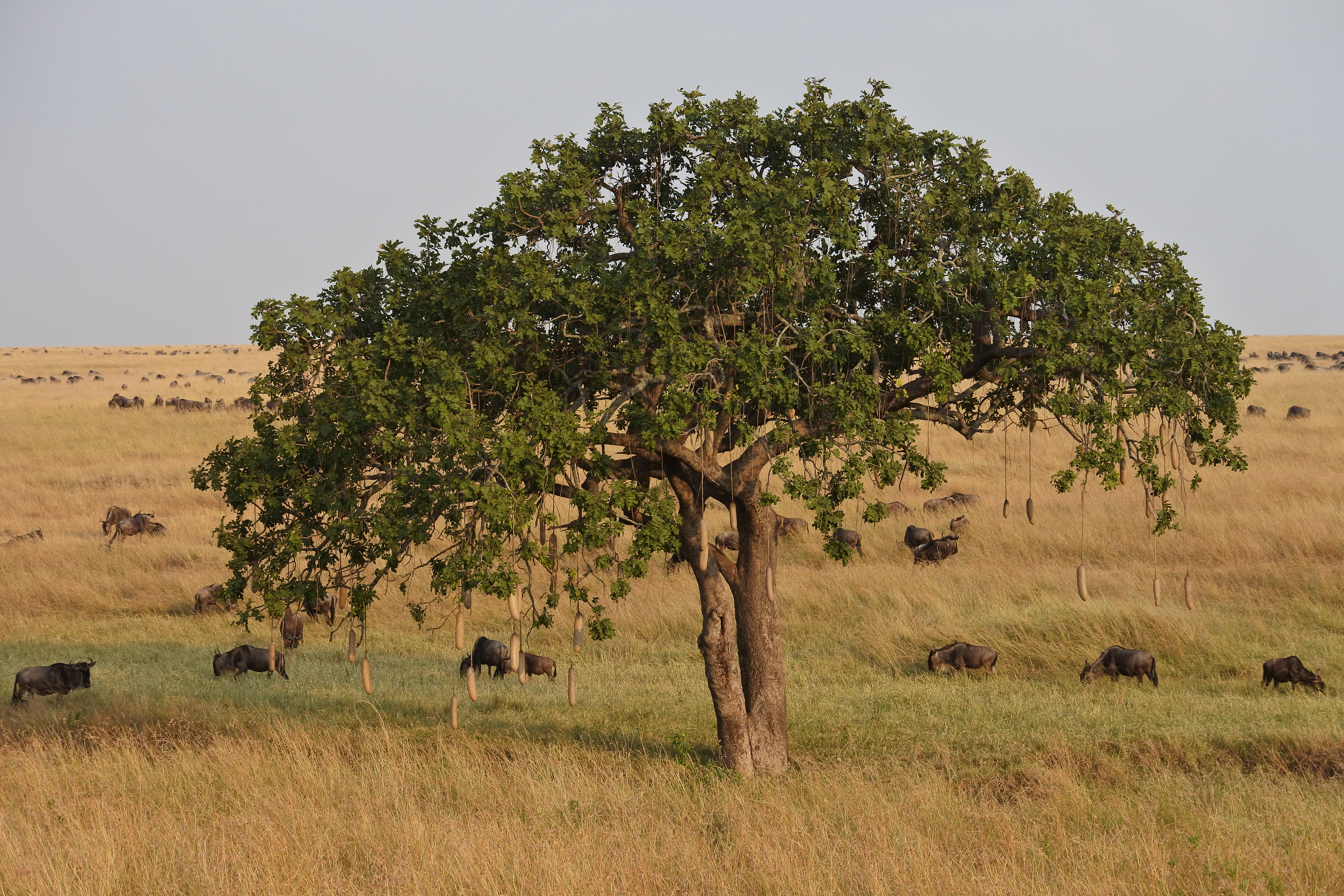
Freistehender Baum
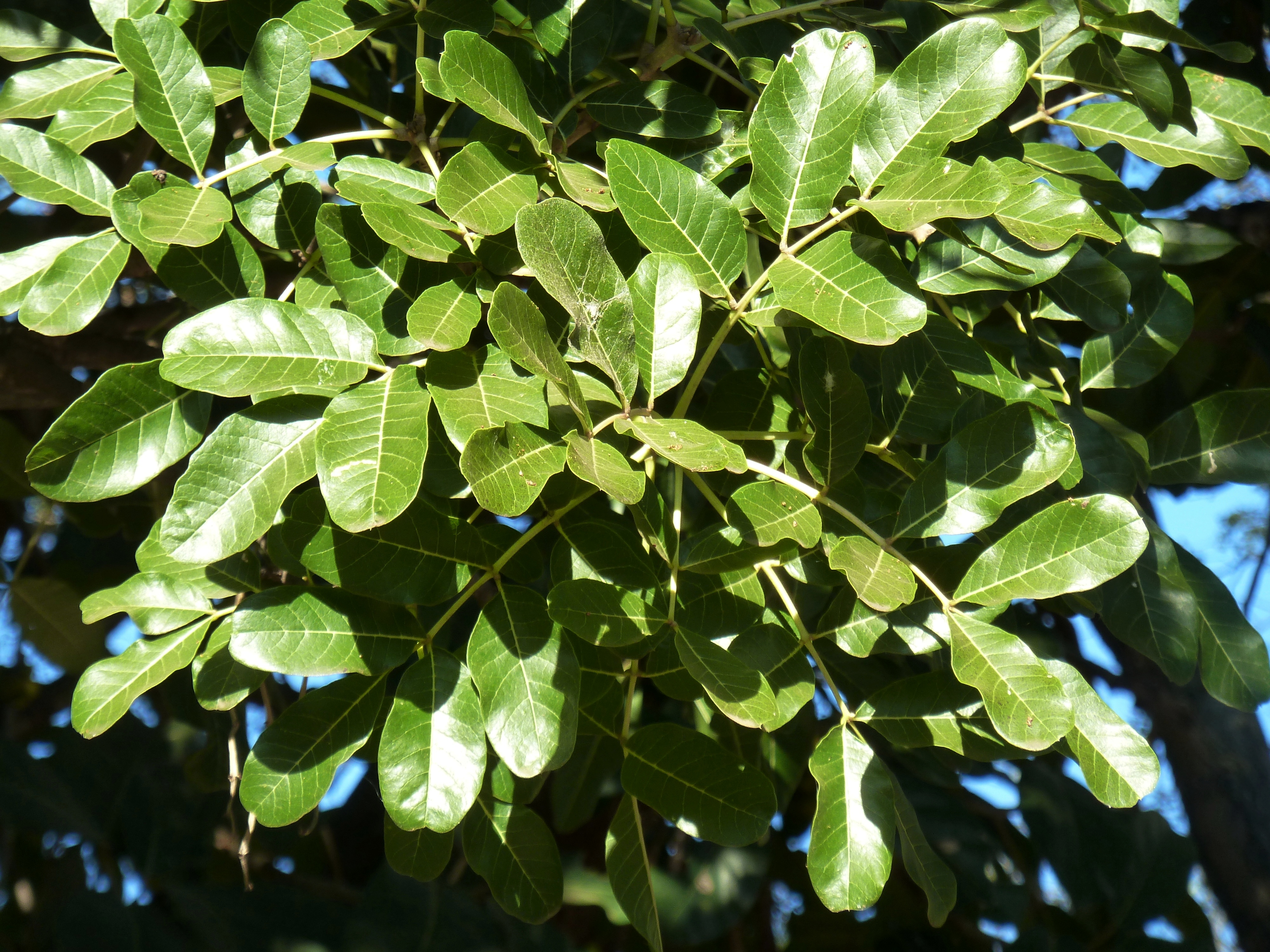
Blattwerk
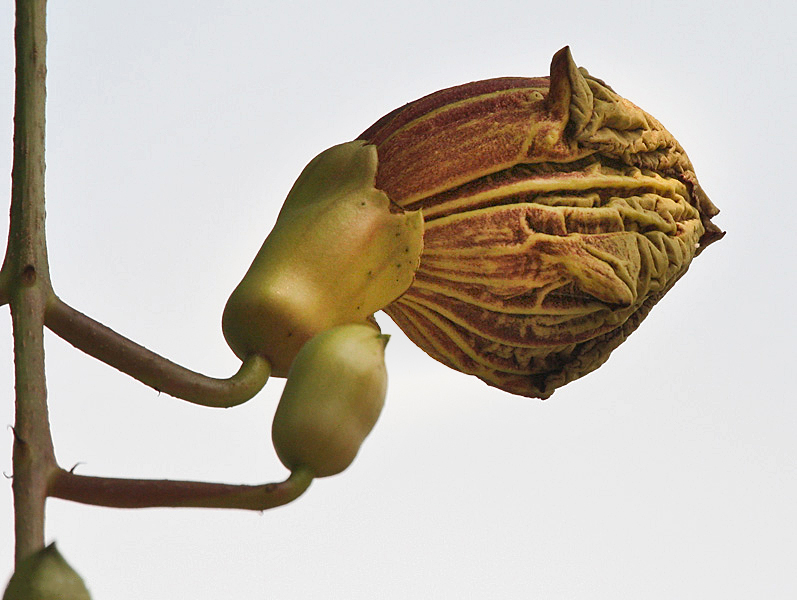
Knospe
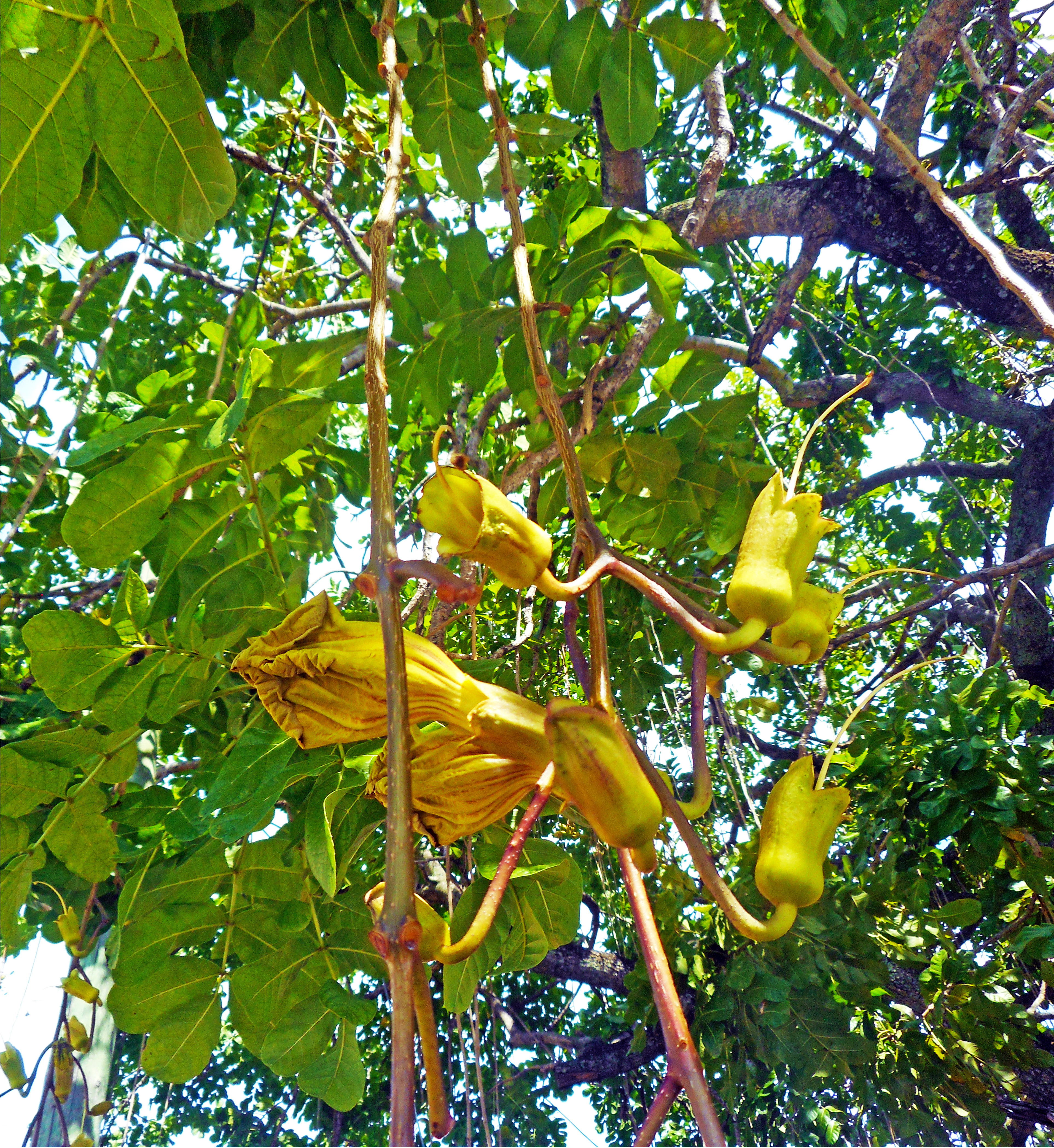
Gelbe Blüten
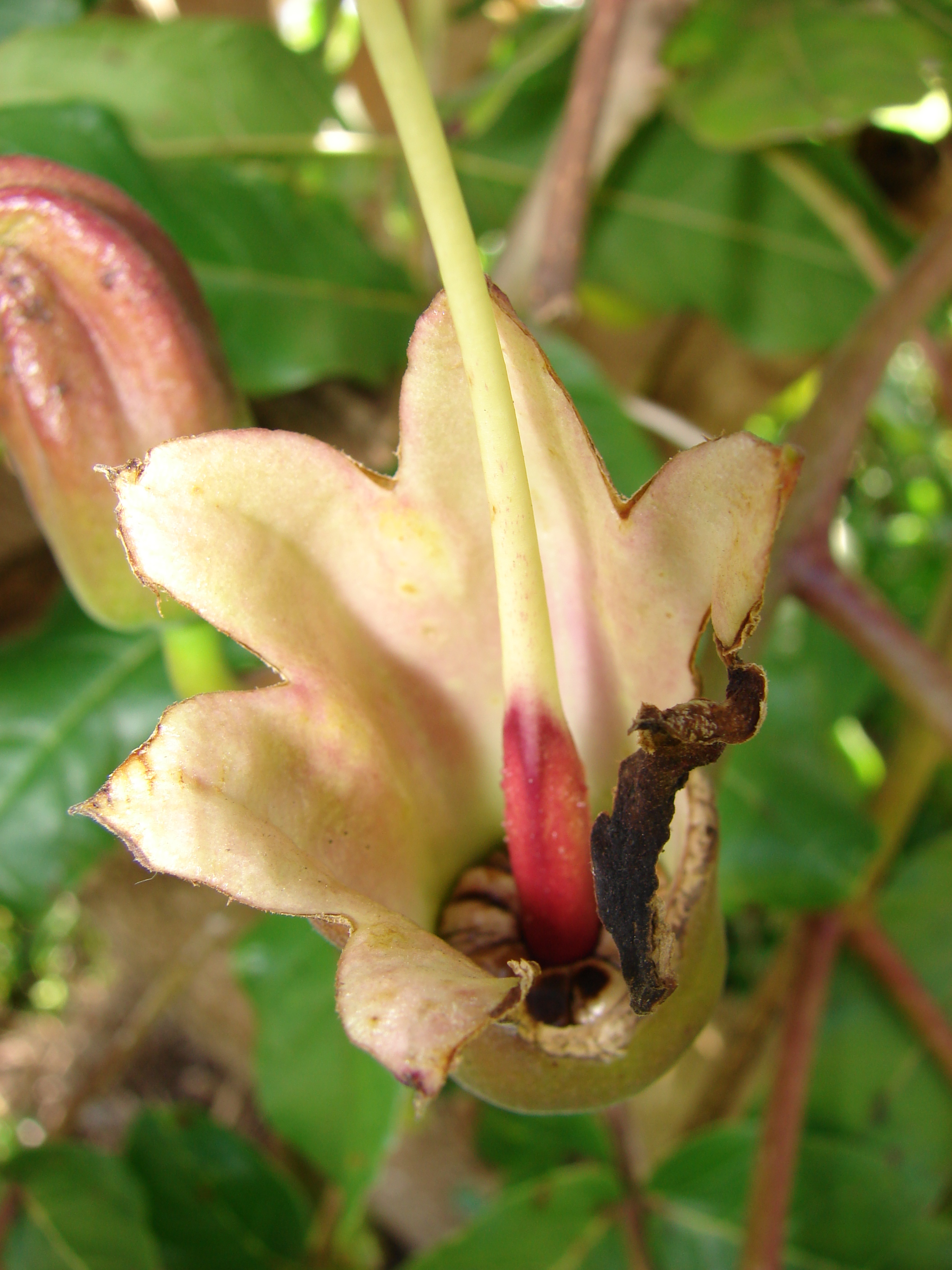
Kelch, Stempel und Diskus
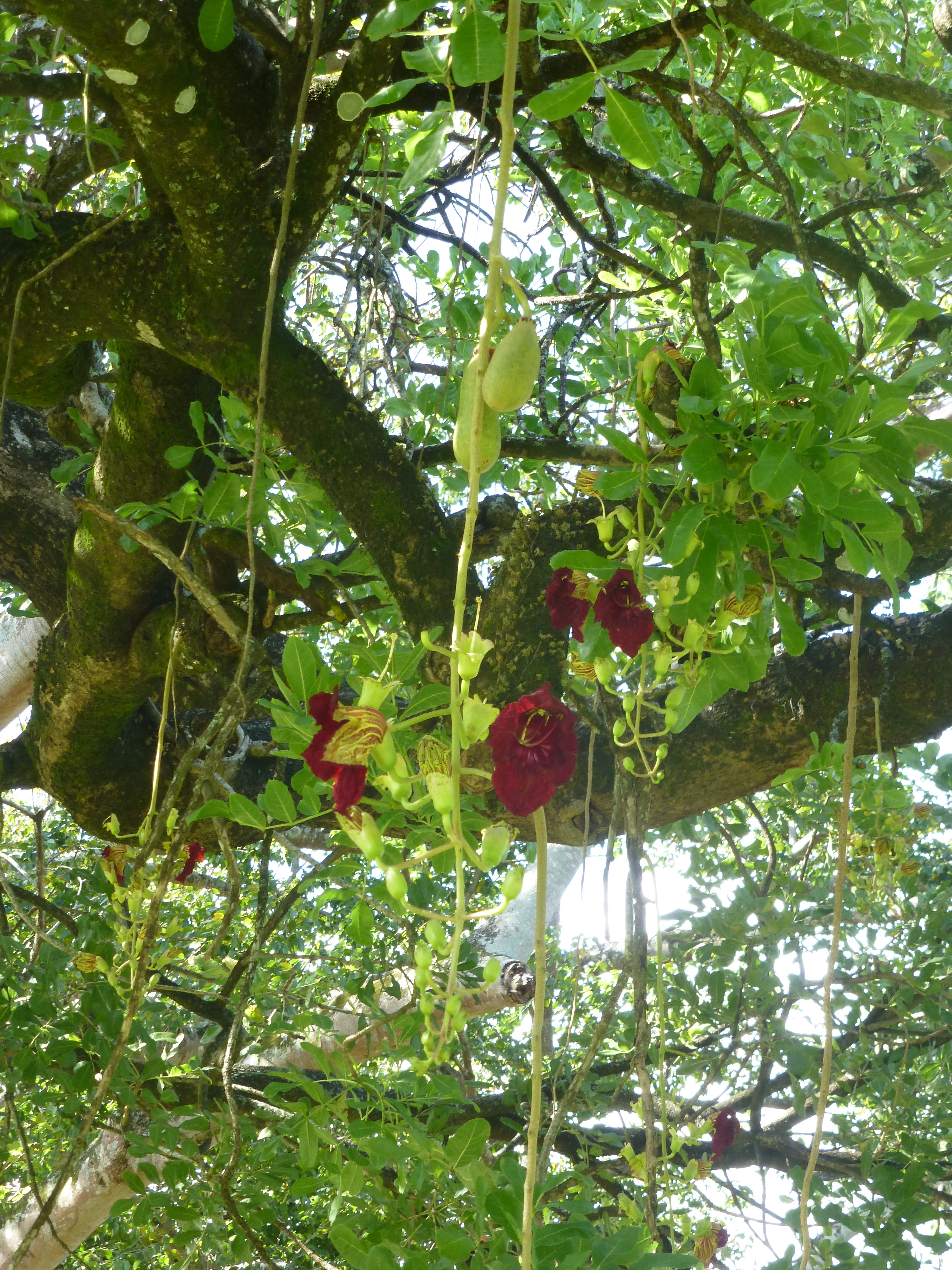
Blüten und unreife Früchte
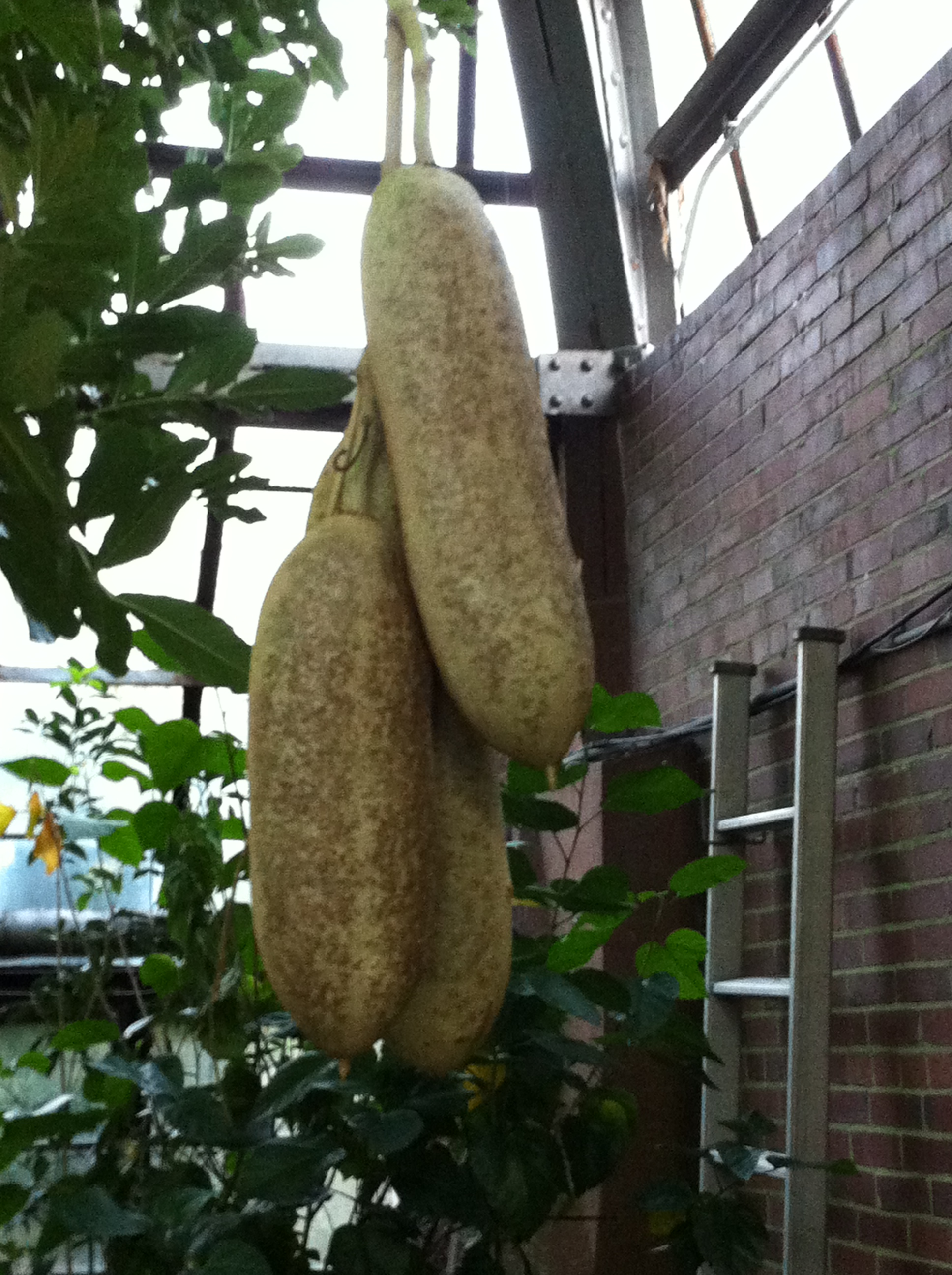
Mehrere Früchte

## Systematik und Taxonomie
Die Gattung Kigelia wurde lange Zeit als Teil der Tribus Crescentieae geführt. 1976 teilte Alwyn Gentry die Tribus Coleeae von den Crescentieae ab und ordnete auch die Kigelia in die Coleeae ein. Frühe molekularbiologische Untersuchungen mit nur wenigen untersuchten Vertretern belegten diese Einordnung zunächst. Neuere Untersuchungen, die umfassendere Teile der Familie untersuchten, zeigten jedoch, dass die Coleeae mit den Kigelia nicht monophyletisch wären. Demnach ist die Gattung in der Nähe der Gattungen Stereospermum, Markhamia, Newbouldia und Fernandoa platziert; diese bilden zusammen eine Schwesterklade zu den Coleeae.
Der Leberwurstbaum wurde 1785 von Jean-Baptiste de Lamarck  in Encyclopédie Méthodique. Botanique ... Band 1 Teil 2 Seite 424 als Bignonia africana erstbeschrieben. Die Art wurde 1849 von George Bentham in William Jackson Hooker: Niger Flora, or, An enumeration of the plants of western tropical Africa... Seite 463 als Kigelia africana (Lam.) Benth. in die Gattung Kigelia gestellt.
Die Gattung wird von vielen Autoren als monotypisch mit Kigelia africana als einziger Art geführt. Man kann aber zwei Unterarten unterscheiden:
- Kigelia africana (Lam.) Benth. subsp. africana (Syn.: Kigelia aethiopica Decne., Kigelia abyssinica A.Rich.): Sie kommt im tropischen und im südlichen Afrika vor.[9]
- Kigelia africana subsp. moosa (Sprague) Bidgood & Verdc. (Syn.: Kigelia moosa Sprague): Sie kommt im tropischen Afrika vor.[9]

## Verwendung

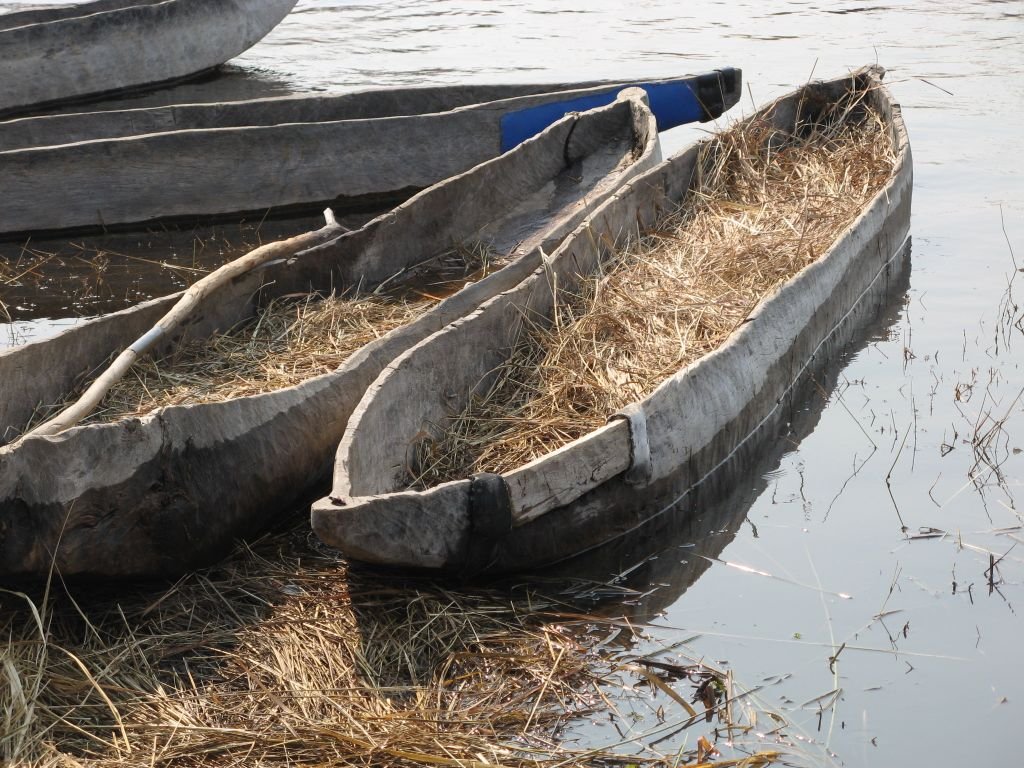
Mokoros am Okavangodelta: Aus dem Stamm des Leberwurstbaums hergestellte Einbaum-Boote

Der Inhalt der stabilen Früchte ist für den menschlichen Verzehr prinzipiell nicht geeignet. Nur die gerösteten Samen werden in Notzeiten als Nahrungsmittel verwendet.
Früchte, Rinde und Wurzeln jedoch nutzen Einheimische zur Herstellung von Heilmitteln. Sie werden zur Heilung von Bandwürmern, Geschwüren, der Ruhr, Rheuma und Syphilis eingesetzt. Aus dem Stamm des Leberwurstbaums werden in der Region des Okavangodeltas Mokoro-Einbäume hergestellt, da das Holz für den Bootsbau und seine Haltbarkeit im Wasser einige bevorzugte Eigenschaften besitzt.
Die von der Form der Frucht hervorgerufene Assoziation spielt eine Rolle bei Anwendungen mit dem Ziel der Bruststraffung oder Brustvergrößerung (Senegal) oder Penisvergrößerung (Venda). Keine dieser Zuschreibungen ist bislang wissenschaftlich erwiesen.

## Afrikanische Weisheit
Eine Redensart besagt, dass der schlechteste Platz zum Übernachten unter einem Leberwurstbaum sei. Wenn man nicht von den kiloschweren Früchten erschlagen werde, dann werde man von den Elefanten vertrieben, die zum Fressen der Früchte kommen.

## Legende
Einer alten Legende aus Süd-Malawi zufolge beschützt die Frucht des Leberwurstbaums, wenn sie in einer Ecke der Hütte aufgehängt wird, diese vor Wirbelstürmen.

## Inhaltsstoffe
- das Chinon Lapachol,[13] isoliert aus den Wurzeln
- Sterole: Stigmasterol und β-Sitosterol[13]
- Dihydroisocumarine: 6-Methoxymellein, Kigelin, Desmethylkigelin[13]
- terpenoide Aldehyde: Norviburtinal und Pinnatal[14] aus der Wurzelrinde
- Iridoide: Minecosid, Speciosid und Verminosid aus der Wurzelrinde und in der Stammrinde das Catalpol[15]
- Naphthochinone: Kigelinon,[16] Isopinnatal, Kigelinol, Isokigelinol, 2-(1-Hydroxyethyl)-naphtho[2,3-b]furan-4,9-chinon[17] und 2-(1-Hydroxyethyl)-naphtho[2,3-b]furan-4,9-dion[18]
- Kigeliol, ein Lignan[16]
- Triacontansäure[16] (Synonym = Melissinsäure)
- Vanillin[16]
- Flavone: Luteolin und 6-Hydroxyluteolin[19]
- Polyphenole: u. a. Verbascosid[20]
- im Wachs auf den Blättern: n-Alkane (C23-C33) und n-Alkohole (C18-C30)[21]
- 6-p-Cumaroyl-Saccharose, ein Phenylpropanoid und zehn Phenylethanoide[22]
- Zimtsäure-Derivate: Ferulasäure und Kaffeesäure[23]

## Experimentelle Pharmakologie
Obwohl Extrakte und Zubereitungen aus Leberwurstbaum-Drogen in der Medizin nicht angewendet werden, gibt es Hinweise auf eine mögliche pharmakologische Wirksamkeit. Allerdings beruhen die meisten biomedizinischen Erkenntnisse über die Wirkungen des Leberwurstbaums bislang auf In-vitro-Versuchen und sind damit nur begrenzt aussagefähig. Die große Zahl an Inhaltsstoffgruppen legt nahe, dass vielfältige Wirkungen von Leberwurstbaumextrakten ausgehen.
Zwar ist in einzelnen In-vitro-Versuchen nachgewiesen worden, dass Zubereitungen unter anderem antioxidativ, entzündungshemmend, gegen bestimmte Bakterien und Pilze, gegen Trypanosomen und gegen den Erreger der Malaria wirken können. Und in Tierstudien konnte auch eine Giftwirkung gegen Weichtiere festgestellt werden, und es ergab sich keine kurzfristige Organtoxizität. Doch es liegen keine langfristigen toxikologischen Daten vor. Da in vitro Hautirritationen und zytotoxische (zellschädigende) Effekte gegen Krebs-Zellkulturen ermittelt wurden, ist ein günstiges Nutzen-Risiko-Verhältnis unwahrscheinlich, zumal oft auch die festgestellten Effekte den Wirkungen von Standard-Substanzen unterlegen waren.
Der derzeitige pharmakologische und biologische Forschungsstand ist:
- In vitro-Versuche zeigten eine antioxidative Wirkung, indem sie in Ratten-Lebergewebe die Entstehung von reaktiven Substanzen verminderten, deren Entstehung durch Pro-Oxidantien zuvor angeregt worden war.[24] Die Lebern von Mäusen, die mit einer leberschädlichen Paracetamol-Dosis behandelt wurden, konnten durch die Gabe von Kigelia africana vor größeren Leberschäden bewahrt werden. Zugrunde liegt auch diesem Schutzmechanismus eine antioxidative Wirkung von Kigelia-africana-Inhaltsstoffen.[25]
- Das Iridoid Verminosid wies in vitro antiinflammatorische (entzündungshemmende) Effekte auf, indem es in Makrophagen die Expression der NO-Synthase iNOS verminderte und die Freisetzung des durch iNOS produzierten Stickstoffmonoxids (NO) verringerte. Es erwies sich als zytotoxisch und verursachte Hautirritationen, beeinträchtigte jedoch nicht die Lebensfähigkeit der Hautzellen.[20]
- Die Untersuchung eines Pflanzenextrakts, der aus mehreren Pflanzen, darunter Kigelia africana, zubereitet wird und in einigen afrikanischen Ländern gegen Diabetes zur Anwendung kommt, wies keine Organ-Toxizität bei Ratten auf und ergab keine Hinweise auf Wirkstoff-Interaktionen.[26]
- In einer Untersuchung verschiedener Kigelia-africana-Extrakte wurde eine molluskizide Wirkung festgestellt.[27][28]
- Die Inhaltsstoffe Norviburtinal und Isopinnatal aus Kigelia africana besitzen in vitro eine zytotoxische Wirkung gegen Melanom-Zelllinien und andere Krebs-Zelllinien.[29] Ein Dichlormethan-Extrakt aus der Stammrinde von Kigelia africana verlangsamte das Wachstum von Melanom-Zelllinien und einer Nierenzellkarzinom-Linie[30]
- 2-(1-Hydroxyethyl)naphtho[2,3-b]furan-4,9-dion aus der Leberwurstbaum-Wurzelrinde wirkte in vitro gegen Plasmodium falciparum, dem Erreger der Malaria tropica.[18]
- Die Komponente 2-(1-Hydroxyethyl)-naphtho[2,3-b]furan-4,9-chinon wies in vitro eine antitrypanosomale Wirkung auf, sowohl gegen Trypanosoma brucei brucei, dem Erreger der Tierkrankheit Nagana, als auch gegen Trypanosoma brucei rhodesiense, dem Erreger der Ostafrikanischen Schlafkrankheit. Auch Isopinnatal, Kigelinol und Isokigelinol wirkten gegen diese beiden Trypanosomen, jedoch nicht so ausgeprägt, aber alle vier Substanzen waren schwächer wirksam als der Standard-Wirkstoff Pentamidin.[17]
- Ein wässriger Extrakt der Kigelia-africana-Stammrinde wies antimikrobielle Aktivität auf.[31] Kigelinon, Isopinnatal, Dehydro-alpha-Lapachon, Lapachol, P-Cumarylsäure und Ferulasäure aus der Wurzel und Kigelinon und Kaffeesäure. aus den Früchten, extrahiert mit Methanol, wurden als antifungal und antibakteriell wirksame Substanzen in Kigelia africana identifiziert.[23]